# التشوهات الجنسية
الشذود الجنسي، المعروف أيضًا باسم التشوهات الجنسية، هو مجموعة من الحالات السريرية تحدث بسبب تباين الكروموسومات أو الغدد التناسلية أو الأعضاء التناسلية. صُنّف الأفراد الذين يُعانون من تناقض فطري خُلقي بين كروموسوم الجنس، والغدد التناسلية، وأعضائهم التناسلية الداخلية والخارجية باعتبارهم أفرادًا يعانون اضطرابًا في النمو الجنسي. بعد ذلك، إذا رغِبت الأسرة أو الفرد، يُمكنهم المشاركة في إدارة واختيار علاجات مختلفة لحالاتهم (مثل العلاج الهرموني).
غالبًا ما يسبب الأطفال المولودون بأعضاء تناسلية غير نمطية ارتباكًا وضيقًا للأسرة. يتأثر النمو النفسي الجنسي بالعديد من العوامل التي تشمل، على سبيل المثال، الفروق بين الجنسين في بنية الدماغ، والجينات المرتبطة بالتطور الجنسي، والتعرض للأندروجين قبل الولادة، والتفاعلات مع الأسرة، والعوامل الثقافية والمجتمعية. بسبب العوامل المعقدة ومتعددة الأوجه التي ينطوي عليها الأمر؛ فإن التواصل والدعم النفسي الجنسي تعد أمورًا مهمة.
يُنصح عادةً بفريق من الخبراء أو مجموعات دعم المرضى للحالات المتعلقة بالتشوهات الجنسية. يشمل هذا الفريق عادة مجموعة متنوعة من التخصصات بما في ذلك، طب الأطفال، أطباء المسالك البولية، طب أطفال الجراحين العامين، والغدد الصماء، والوراثة، والأشعة، وعلماء النفس، والاختصاصيون الاجتماعيون. هؤلاء المتخصصون قادرون على تقديم اختبارات الخط الأول (قبل الولادة) والخط الثاني للتشخيص (ما بعد الولادة)؛ لفحص وتشخيص العيوب الجنسية.

## الملخص
في المراحل الطبيعة لتطور الجنين قبل الولادة، يتعرض الجنين لهرمون التستوستيرون – وإن كان في الأجنة الذكور أكثر من الإناث. يتحول التستوستيرون عند وجود إنزيم اختزال 5a إلى ثنائي هيدروتستوستيرون (أي DHT). إذا كان DHT موجودًا، فسوف تتطور الأعضاء التناسلية الخارجية للذكور.
تطور الأعضاء التناسلية الخارجية الذكرية:
حديبة الأعضاء التناسلية تشكل القضيب
تشكل طيات مجرى البول مجرى البول
يشكل تورم الأعضاء التناسلية كيس الصفن
من ناحية أخرى، إذا كان إستروجين المشيمة الأمومي موجودًا بدون DHT، يحدث تطور الأعضاء التناسلية الخارجية للإناث.
تطور الأعضاء التناسلية الخارجية للأنثى:
تشكل حديبة الأعضاء التناسلية البظر
طيات مجرى البول تشكل الشفرين الصغيرين
يشكل تورّم الأعضاء التناسلية الشفرين الكبيرين.
ومع ذلك، في الحالات غير الطبيعية، تحدث التشوهات الجنسية بسبب مجموعة متنوعة من العوامل التي تؤدي إلى زيادة الأندروجين لدى الجنين. تختلف تأثيرات الأندروجينات المفرطة لدى الأجنة مع كروموسوم XX (أنثى) وكروموسومات XY (ذكور).
في أجنة الكروموسوم XX، تؤدي الأندروجينات الزائدة إلى أعضاء تناسلية ملتبسة. هذا يجعل من الصعب تحديد الأعضاء التناسلية الخارجية كذكر أو أنثى. بالإضافة إلى ذلك، قد يكون لدى الفرد تضخم البظر، والمهبل الضحل، والنمو المبكر والسريع لشعر العانة في مرحلة الطفولة، وتأخر البلوغ، والشعرانية، والرجولة، وعدم انتظام الدورة الشهرية في فترة المراهقة، والعقم بسبب قلة الإباضة.
في أجنة الكروموسوم XY، تؤدي الأندروجينات الزائدة إلى قضيب وظيفي ومتوسط الحجم مع تذكير شديد، وعدم القدرة على إنتاج الحيوانات المنوية. بالإضافة إلى ذلك، يختبر الفرد أيضًا نموًا مبكرًا وسريعًا لشعر العانة في أثناء الطفولة ومراحل البلوغ المبكر.

## التصنيف
تُصنف الاختلافات/ اضطرابات التطور الجنسي إلى فئات مختلفة: الاختلاف الكروموسومي، واضطرابات نمو الغدد التناسلية، والنمو غير الطبيعي للأعضاء التناسلية وغيرها.

### الاختلاف الكروموسومي
عادة لا تترافق اضطرابات التطور الجنسي الناتجة عن تباين الكروموسومات مع غموض الأعضاء التناسلية. ويشمل هذا الجنس اضطرابات التطور الجنسة للكروموسوم الجنسي مثل متلازمة كلاينفلتر، ومتلازمة تيرنر، و 45 X أو XY 46 خلل تكوّن الغدد التناسلية.
الذكور الذين يعانون من متلازمة كلاينفلتر عادة ما يكون النمط النووي لديهم 47 XXY نتيجة وجود اثنين أو أكثر من كروموسوم X. يُظهر المرضى المتضررون بشكل عام تطورًا في الأعضاء التناسلية العادية، ولكن يعانون من العقم ويعانون من ضعف أداء الخصيتين ونمو الثدي وتأخر البلوغ.
معدل الإصابة بـ 47 XXY هو 1 من كل 500 ذكر، ولكن الحالات الشديدة والنادرة لمتلازمة كلاينفيلتر تظهر على شكل ثلاثة أو أكثر من كروموسومات .X تُصنًف متلازمة تيرنر على أنها اختلال في الصيغة الصبغية أو إعادة ترتيب هيكلي للكروموسوم X. تختلف العلامات والأعراض لدى الإناث المصابات من بينها، انخفاض الوزن عند الولادة، وانخفاض الأذنين، وقصر القامة، وقصر العنق، وتأخر سن البلوغ. الحدوث هو 1 من كل 2500 أنثى مولودة على قيد الحياة، في حين أن معظم المرضى لا يبقون على قيد الحياة لأكثر من عام واحد بعد الولادة.

### اضطرابات نمو الغدد التناسلية
تشكل اضطرابات الغدد التناسلية مجموعة واسعة مصنفة حسب خصائصها الوراثية الخلوية والتشريح المرضي. ومع ذلك، فإن التشخيص والأورام الخبيثة التي لم يتم حلها لا تزال تمثل صعوبات في تحديد جنس هؤلاء المرضى. وتشمل هذه الاضطرابات الجزئية أو الكاملة خلل تكون الغدد التناسلية، مبيضية خصوية DSD، الخصية DSD وانعكاس الجنس.

### تطور غير طبيعي للأعضاء التناسلية
يمكن أن يحدث تشوه في الأعضاء التناسلية في القضيب أو كيس الصفن أو الخصيتين عند الذكور، والمهبل والشفرين عند الإناث. في بعض الأحيان، يمكن أن تحدث الأعضاء التناسلية المبهمة، حيث يكون التمييز الواضح للأعضاء التناسلية الخارجية غائبًا في كل من الذكور والإناث. يجرى الفحص (عادة عند الولادة) من حيث تحديد جنس المريض من خلال التصوير وفحوص الدم. يشمل النمو غير الطبيعي للأعضاء التناسلية اضطرابات من أصل الجنين، واضطرابات في تخليق أو عمل الأندروجين، واضطرابات في تخليق أو عمل الهرمون المضاد لمولر.

### أخرى
بالإضافة إلى العيوب الجنسية المذكورة أعلاه، هناك حالات شذوذ جنسية أخرى غير مصنفة. لدى الذكور، يشمل هذا تحدد النمو المبكر الشديد داخل الرحم، إحليل تحتي، قصور الغدد التناسلية الثانوي، وقصور الغدد التناسلية، والخصية الهاجرة. لدى الإناث، يشمل متلازمات تشوه مولر لاتكون/ تنسج، التشوه الرحمي، رتق المهبل والتصاق الشفرين.